# Appel
 Denne artikel omhandler en juridisk proces. Opslagsordet har også en anden betydning, se Appel (fodslag).
En appel er navnet på den juridiske proces, der går ud på at anmode om en formel ændring af en allerede truffen afgørelse. De specifikke procedurer for, hvordan en afgørelse appelleres kan variere meget fra stat til stat, og selv indenfor en jurisdiktion kan procedurerne varierer, alt afhængig af, hvilken type sag der er tale om.
En appelinstans er en domstol, der behandler sager om appel afgørelser, der er truffet af en anden domstol. Afhængig af de konkrete regler, har en part i en retssag, som er utilfreds med sagens udfald mulighed for at indbringe afgørelsen for appelinstansen. Bliver sagen indbragt for en appelinstans, er det appellantens ansvar at bevise, at sagen burde havde faldet anderledes ud til at begynde med. I den anledning vil vedkommende typisk henvise til, at domstolen der traf afgørelsen anvendte juraen fejlagtigt eller ikke tog korrekt hensyn til sagens faktiske omstændigheder. Ligeledes kan der som oftest appelleres på baggrund af processuelle fejl, herunder rettens tilsidesættelse af retssikkerhedsgarantier.
Alt afhængigt af hvilket retssystem der er tale om, kan appelinstanser findes i forskellige udformninger og under forskellige navne. Med hensyn til form ses det nogle steder, at der er særlige appelinstanser, som kun behandler appeller således, at sager ikke kan indledes ved en sådan domstol. Andre steder, f.eks. i Danmark, fungerer de almindelige domstole som appelinstanser, hvorfor der hér ikke eksisterer særskilte appeldomstole. I systemer med særlige appelinstanser kendes disse typisk under navne så som appeldomstol, overdomstole, højesteretter o.l.